# Gymnosoma nudifrons
Gymnosoma nudifrons is een vliegensoort uit de familie van de sluipvliegen (Tachinidae). De wetenschappelijke naam van de soort is voor het eerst geldig gepubliceerd in 1966 door Herting.

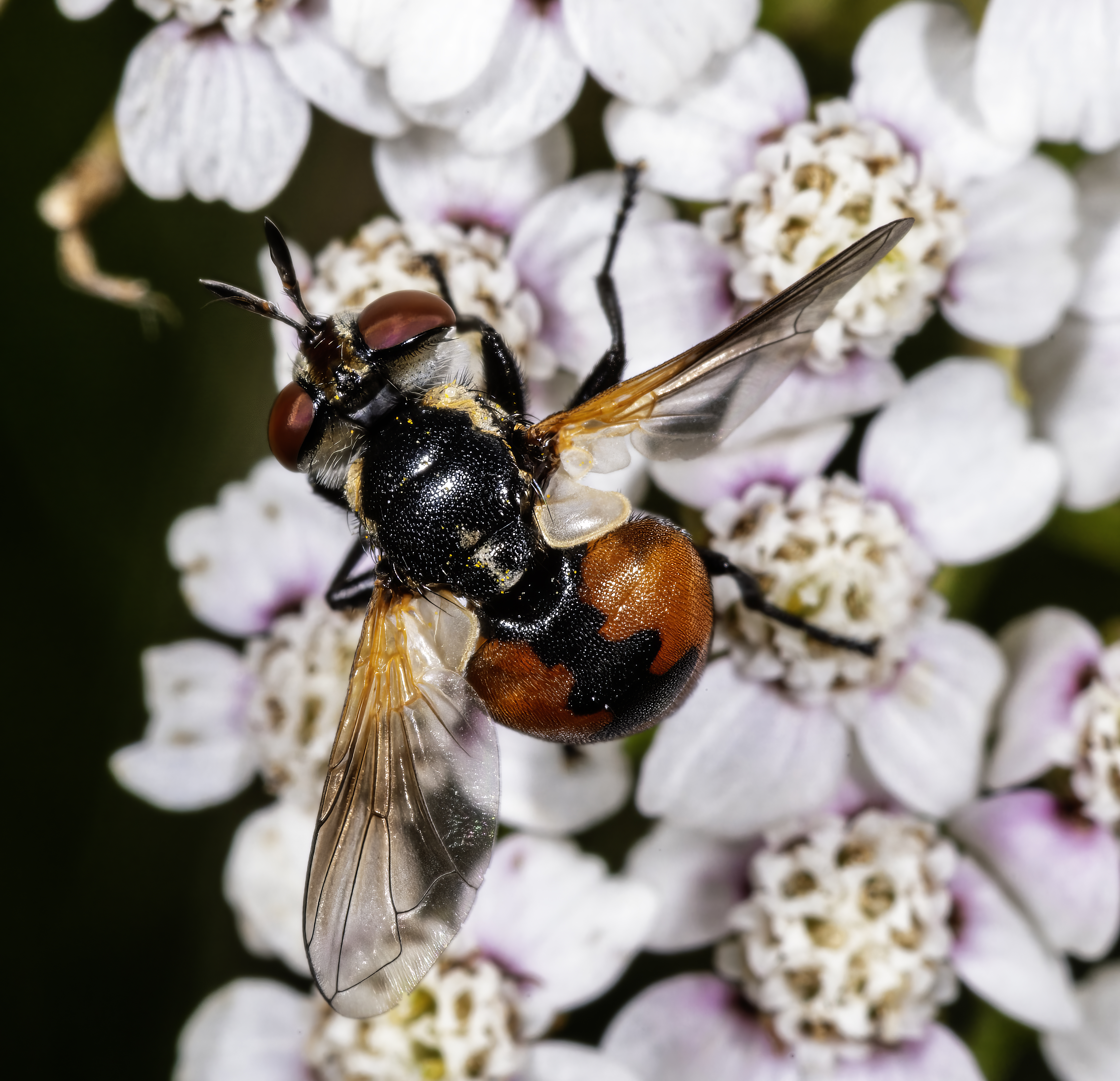
Gymnosoma nudifrons ♀
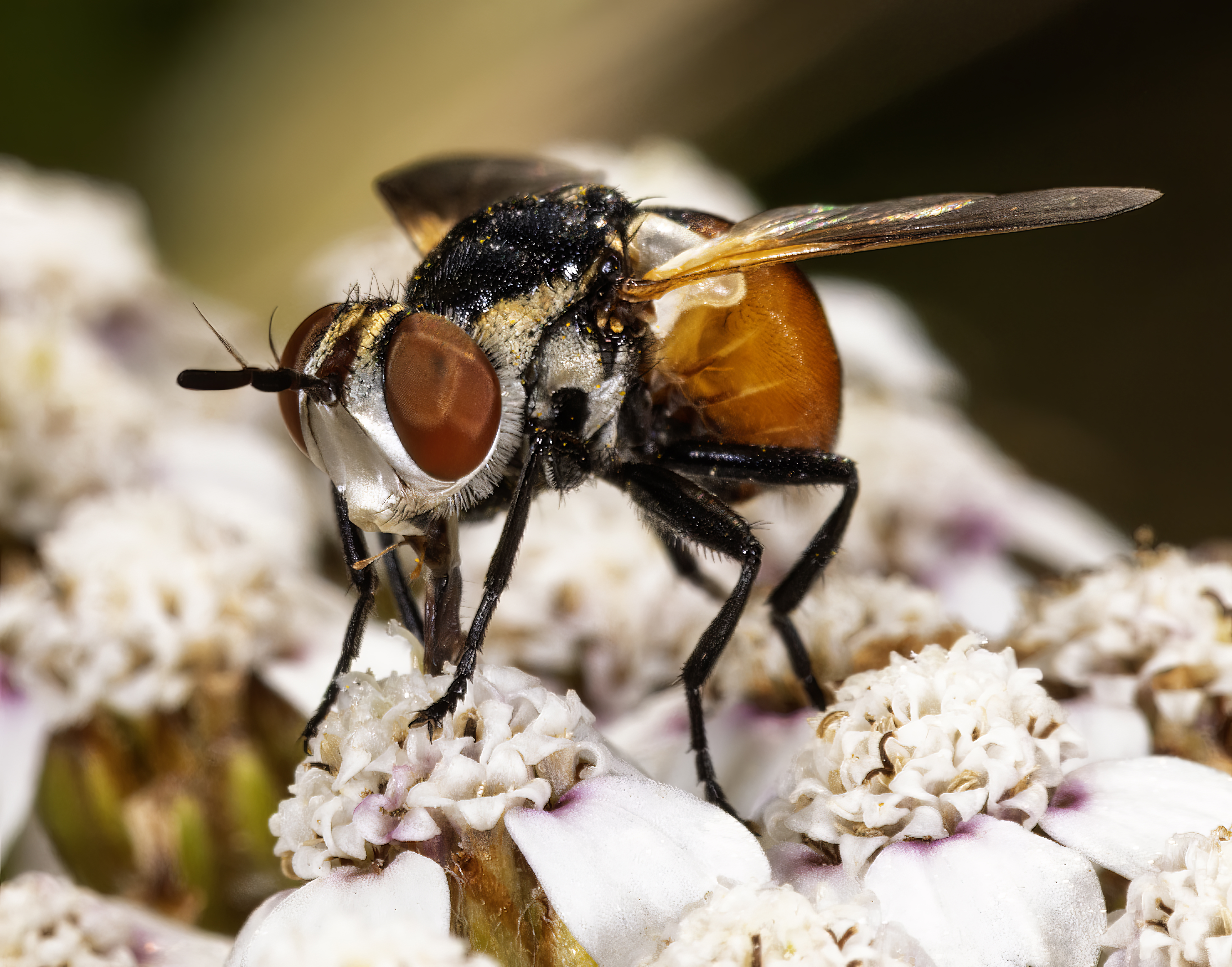
Gymnosoma nudifrons ♀

>